# جون كروفورد كروسبي
جون كروفورد كروسبي هو محامي وقاضي وسياسي أمريكي، ولد في 15 يونيو 1859 في 15 يونيو، وتوفي في 14 أكتوبر 1943 في بيتسفيلد في الولايات المتحدة. نشط حزبياً في الحزب الديمقراطي. وقد انتخب عضو مجلس نواب ماساتشوستس ‏ وانتخب عضو مجلس النواب الأمريكي ‏.